# ريتشارد وموريس ماكدونالد
ريتشارد جيمس «ديك» ماكدونالد (16 فبراير 1909 - 14 يوليو 1998) وشقيقه موريس جيمس «ماك» ماكدونالدز (26 نوفمبر 1902 - 11 ديسمبر 1971) كانوا من أوائل رواد مطاعم الوجبات السريعة الأمريكية. وعرفو أيضا بانهم أسسوا مطعم ماكدونالدز الأول عام 1940 في سان بيرناردينو، كاليفورنيا

## النشأة

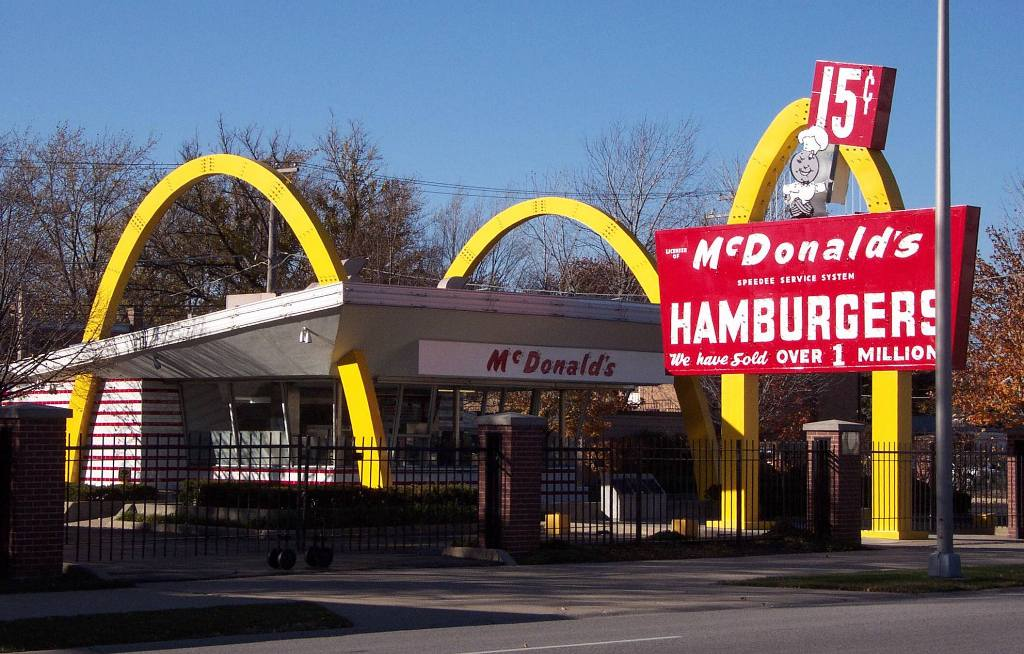
متحف ماكدونالدز، ديس بلينز، إلينوي

شعار ماكدونالدز

ولدو الإخوان ماكدونالد في مانشستر في ولاية نيو هامبشير لابوين من المهاجرين الايرلنديين هم باتريك ومارغريت ماكدونالد. عمل والدهم في منصب مدير التحول في مصنع للأحذية في ولاية نيو هامبشر أواخر 1920 ثم انتقلا إلى كاليفورنيا، حيث اسس باتريك ماكدونالد محل لبيع الهوت دوج الساخنة بالقرب من مطار مونروفيا في ولاية كاليفورنيا عام 1937. في عام 1940 انتقل المطعم إلى سان برناردينو وأعادا تسمية المطعم إلى ماكدونالدز.

## الوفاة
توفي موريس ماكدونالد في ريفرسايد، كاليفورنيا في 11 ديسمبر 1971، عن عمر يناهز 69. في حين توفى شقيقه الأصغر ريتشارد في مانشستر، نيو هامبشير في 30 يوليو 1998، عن عمر يناهز 89 عاماً.